# Клацання
«Клацання» («ცკიპურთები») — радянський чорно-білий телефільм 1973 року, знятий режисером Резо Есадзе на кіностудії «Грузія-фільм».

## Сюжет
Телефільм. Екранізація сатиричних оповідань Ф. Горенштейна: «Людина на дереві», «Непротивленець», «Від імені колективу», «Мислитель».

## У ролях
- Зураб Капіанідзе — ґвалтівник, грабіжник
- Рамаз Чхиквадзе — Парнаозі / директор
- Кахі Кавсадзе — заступник директора
- Лео Антадзе — попутник / жертва
- Резо Есадзе — ведучий фільму
- Гія Перадзе — Біго / злодій, співробітник-підлабузник
- Карло Саканделідзе — Касіане, співробітник
- Давид Папуашвілі — співробітник / злодій
- Юрій Васадзе — співробітник / офіціант
- Джемал Гаганідзе — Джемал
- Бухуті Закаріадзе — співробітник
- Отар Зауташвілі — Шота, співробітник
- Георгій Кавтарадзе — співробітник
- Георгій Матарадзе — співробітник
- Нодар Петріашвілі — співробітник
- Нодар Піранішвілі — співробітник
- Георгій Татішвілі — Корнелій
- Ія Хобуа — Назі та Манана, співробітниця
- Тамара Тетрадзе — епізод
- Бадрі Бегалішвілі — епізод
- Михайло Басінов — співробітник
- Лариса Крилова — співробітниця
- Давид Чхиквадзе — епізод
- Ламара Дореулі — епізод
- О. Церцвадзе — епізод
- Нато Гагнідзе — епізод
- Нелі Кутателадзе — епізод
- З. Кікнадзе — епізод
- А. Дашніані — епізод
- Т. Гегешидзе — епізод
- Ч. Метревелі — епізод
- Л. Гіоргобіані — епізод

## Знімальна група
- Режисер — Резо Есадзе
- Сценаристи — Фрідріх Горенштейн, Резо Есадзе
- Оператор — Юрій Воронцов
- Композитор — Яків Бобохідзе
- Художник — Тенгіз Самсонадзе